# 南威尔士和英格兰西部共产党
南威尔士和英格兰西部共产党（英語：Communist Party of South Wales and the West of England）是英国历史上的一个短命的共产主义政党，成立于1920年9月，并于同年停止活动。该党由南威尔士社会主义协会内的少数不支持并入大不列颠共产党的成员建立。主要领导人为亚瑟·詹姆斯·库克。
该组织同情西尔维娅·潘克赫斯特建立的共产党（第三国际不列颠支部） ，并采用其前身组织工人社会主义联盟的纲领作为党章。
该组织于1920年11月在威尔士首府加的夫召开一次代表会议，发表宣言，认为“只有在实现‘特定地区的地方自治’的基础上才能完成英国共产主义者的联合。” 